# Robert Jenrick
Robert Edward Jenrick (né le 9 janvier 1982) est un homme politique britannique, membre du Parti conservateur. Il est ministre d'État à l'Immigration entre 2022 et 2023 dans le gouvernement de Rishi Sunak.

## Biographie
Il est né à Wolverhampton en 1982. Il grandit dans le Shropshire près de la ville de Ludlow, ainsi que dans le Herefordshire.
Il fréquente le Wolverhampton Grammar School avant d'étudier l'histoire au St John's College de Cambridge, où il obtient un diplôme de première classe en 2003. Il est également rédacteur en chef du journal étudiant Varsity en 2001. De 2003 à 2004, il est boursier Thouron en sciences politiques à l’Université de Pennsylvanie. Il étudie ensuite le droit, plus précisément un diplôme en droit du College of Law en 2005 et un cours de pratique du droit à la BPP Law School en 2006.
Il obtient son diplôme d'avocat en 2008 et exerce le droit des sociétés auprès des grands cabinets d'avocats internationaux, Skadden Arps et Sullivan & Cromwell à Londres et à Moscou, avant de poursuivre une carrière dans le monde des affaires. Juste avant d'être élu au Parlement en 2014, il occupe les fonctions de directeur de Christie's, où il a occupé divers postes financiers, notamment celui de directeur général international de la société.

## Carrière politique
Aux élections générales de 2010, il se présente à Newcastle-under-Lyme pour le Parti conservateur, réalisant un bon score, mais insuffisant pour battre le sortant, Paul Farrelly du parti travailliste qui l'emporte de 1 582 voix.
En novembre 2013, il est sélectionné comme candidat de son parti pour le fief conservateur de Newark, où le député conservateur en exercice a quitté le parti à la suite d'un scandale de corruption. Lors d'une élection partielle tenue le 5 juin 2014, il conserve le siège aux conservateurs avec une majorité de 7 403 voix.
En février 2015, il est nommé secrétaire parlementaire privé de Esther McVey, Ministre d'Etat au sein du département du Travail et des Retraites.
Il est réélu aux élections générales de mai 2015 avec une majorité de 18 474 voix, soit 57% des suffrages, l'un des meilleurs scores pour un élu conservateur.
En mai 2015, Robert Jenrick est nommé secrétaire parlementaire privé du Lord-chancelier et secrétaire d'État à la Justice, Michael Gove. Il continue d'exercer ses fonctions sous son successeur, Elizabeth Truss de juillet 2016 à juin 2017. Après l'élection générale de 2017, il est nommé secrétaire parlementaire privé de la secrétaire d'État à l'Intérieur Amber Rudd.
Du 24 juillet 2019 au 15 septembre 2021, il est secrétaire d'État aux Logements, aux Communautés et au Gouvernement local dans le gouvernement Johnson. Il est ministre d'État à l'Immigration dans le gouvernement Sunak du 25 octobre 2022 au 6 décembre 2023, date à laquelle il présente sa démission.
Il est opposé au Brexit avant le référendum de 2016. Par la suite, il est l'un des 188 députés à voter pour quitter l'UE comme prévu le 29 mars 2019, sans accord, votant contre la motion du gouvernement visant à prolonger le processus de l'article 50.
Le 25 juillet 2024, il annonce sa candidature à l'élection du successeur de Rishi Sunak comme leader du Parti conservateur. Le 9 octobre, à l'issue du quatrième tour de vote parlementaire, il se qualifie pour le dernier tour de scrutin contre Kemi Badenoch. Le 2 novembre, il est défait par Badenoch lors du vote des adhérents du parti. Le 4 novembre, elle le nomme secrétaire d'État à la Justice du cabinet fantôme.